# Тайная ярость
«Тайная ярость» (англ. The Secret Fury) — фильм нуар режиссёра Мела Феррера, который вышел на экраны в 1950 году.
Фильм рассказывает об успешной концертной пианистке Эллен Юинг (Клодетт Кольбер), на церемонии бракосочетания которой незнакомец неожиданно заявляет, что она уже замужем. Эллен вместе с женихом Дэвидом (Роберт Райан) пытается разоблачить этот обман, однако сталкиваются с фактами, подтверждающими её вступление в брак и даже находят её супруга, которого однако вскоре убивают. Эллен признают виновной в убийстве и помещают в психиатрическую клинику, однако в итоге ей вместе с Дэвидом удаётся раскрыть тщательно продуманный преступный план.
После выхода на экраны фильм подвергся критике за невероятность сценария и слабый уровень постановки, при этом актёрская игра была оценена высоко.

## Сюжет
Известная концертная пианистка Эллен Юинг (Клодетт Кольбер) выходит замуж за архитектора Дэвида Маклина (Роберт Райан). Церемония бракосочетания проходит в доме её богатой тёти Клары (Джейн Коул). Во время сбора гостей Эллен знакомит жениха с адвокатом Грегори Кентом (Филипп Обер), который после смерти её матери и отца, работавшего судьёй, заботился о ней. Во время церемонии некий человек из зала неожиданно заявляет, что брак не может быть заключён, так как Эллен уже замужем. Он утверждает, что был свидетелем на её свадьбе с Люсьеном Рэндаллом, которая состоялась некоторое время назад в городке Фейрвью, Калифорния. Шокированная Эллен категорически отрицает факт замужества и утверждает, что не имеет понятия, кто такой Рэндалл. Полагая, что это какая-то ошибка, Дэвид предлагает позвонить в Фейрвью и всё выяснить. Тем временем, воспользовавшись общей неразберихой, незнакомцу удаётся сбежать. Грегори сообщает, что в мэрии Фейрвью ему подтвердили существование записи о свадьбе Эллен и Рэндалла, после чего свадебную церемонию приходится прервать. Чтобы лично разобраться в этом деле Дэвид с Эллен, а также тётя Клара с Грегори на двух машинах немедленно выезжают в Фейрвью, где у Эллен есть прибрежный дом.
В мэрии Фэйрвью им показывают свидетельство о браке Эллен и Рэндалла, и они убеждаются в том, что подпись на нём ничем не отличается от подписи Эллен. Тогда Эллен и Дэвид решают встретиться с Рэндаллом. Чтобы по телефону договориться с ним о встрече, они заходят в дом напротив мэрии, где их встречает мировой судья Рой Палмер (Перси Хелтон), который неожиданно обращается к Эллен как к миссис Рэндалл, вспоминая, как некоторое время назад оформил её брак. Его слова подтверждают жена и служанка, которые на той церемонии были свидетелями. Эллен и Дэвид отправляются в местную гостиницу, которую заказал для них Грегори. Оставшись в номере одна, Эллен пытается восстановить в памяти события того дня, когда якобы состоялась её свадьба. Она вспоминает, что в тот день вышла прогуляться вдоль океана, встретив рыбака который красил лодку под названием «Муссон». Затем она подобрала ракушку на счастье и долго смотрела на океан. Она звонит Дэвиду и просит его немедленно зайти, чтобы рассказать ему о своих воспоминаниях. В этот момент в её комнату заходит горничная Лия (Вивиан Вэнс), которая обращается к Эллен как к миссис Рэндалл, и говорит, что помнит, как она провела в гостинице свадебную ночь. Когда Эллен обращает внимание на брошь своей матери на груди у Лии, та отвечает, что получила её в подарок от Эллен в день свадьбы. Когда появляется Дэвид, Эллен рассказывает ему свои воспоминания о том дне, уверенно заявляя, что не могла выйти замуж. Однако позднее, когда они ужинают в ресторане, Эллен заявляет, что во время концертных выступлений у неё иногда наступает состояние, когда она забывает обо всём кроме музыки, и начинает опасаться, что нечто подобное с ней могло произойти и в тот день. Эллен полагает, что в состоянии глубокой задумчивости могла потерять контроль, и что, возможно, страдает от амнезии. Дэвид успокаивает её, считая, что встреча с Рэндаллом должна многое прояснить. Они приезжают на квартиру, где репетирует джаз-группа, в которой Рэндалл (Дейв Барбур) выступает в качестве гитариста. В перерыве репетиции, Рэндалл подходит к Эллен и Дэвиду и подтверждает, что они женаты, не обращая внимания на её утверждение, что она видит его первый раз в жизни. Затем Рэндалл приглашает Эллен в отдельную комнату, чтобы обсудить всё наедине, где достаёт портсигар с дарственной надписью от её имени. Несколько минут спустя раздаётся выстрел, и вбежавшие в комнату Дэвид, музыканты и гости видят застреленного Рэндалла, лежащий рядом дамский пистолет и Эллен около него.
Эллен становится главной подозреваемой в убийстве, а представлять обвинение в суде поручают окружному прокурору Эрику Лоуэллу (Пол Келли), который долго и безуспешно добивался руки Эллен. Адвокатом Эллен становится Грегори, которого она, находясь в тюрьме, в очередной раз пытается убедить в своей невиновности. Однако, учитывая многочисленные улики, Грегори считает их позицию в суде очень шаткой. Он даже предлагает Эллен пойти на признание вины в обмен на смягчение наказания, однако она от этого категорически отказывается. В ходе процесса Эрик умело использует показания многочисленных свидетелей, подтверждающих, что застали Эллен одну в комнате сразу после убийства. Выяснилось, что пистолет, из которого совершено убийство, принадлежал тёте Кларе, и многие, в том числе Эллен, знали, где он хранится. На пистолете не было отпечатков пальцев Эллен, однако в тот день она была в перчатках. Дэвид во время дачи показаний заявляет, что познакомился с Эллен два месяца назад, и за это время она ни с какими мужчинами, кроме него не встречалась, если не считать двух встреч с Эриком, которого она «отшила». Когда Эрик начинает провокационными вопросами пытаться заставить Дэвида подтвердить, что Эллен убила Рэндалла, тот не выдерживает, вскакивает со своего места и бьёт Эрика по лицу, за что получает замечание и штраф от судьи. На следующий день газеты выясняют, что Рэндалл ранее уже был осуждён на шантаж, и Эрик использует этот факт как мотив для убийства. Согласно версии прокурора, Эллен убила Рэндалла, когда тот начал шантажировать её их браком. Эрик просит Эллен сказать, вымогал ли Рэндалл у неё деньги, затем он перечисляет все улики против неё — портсигар с дарственной надписью, брошь, пистолет тёти Клары, а также тот факт, что в день свадьбы она была в Фейрвью, утверждая, что этого достаточно, чтобы признать её виновной в убийстве. Под сильным психологическим давлением со стороны обвинителя Эллен начинает сомневаться в том, что происходило, когда она с Рэндаллом осталась в комнате наедине. После этого у Эллен начинается истерика, и Грегори просит остановить процесс на том основании, что его подзащитная признаёт себя виновной в убийстве, которое совершила в состоянии помешательства.
По решению судьи Эллен направляют в психиатрическую клинику, где после анализов врачи не устанавливают у неё симптомов бессознательной агрессии. Тем не менее, Эллен впадает в отрешённое состояние и не в состоянии ни с кем общаться. Когда Дэвид приходит на приём к врачу, доктору Твайнинг (Элизабет Рисдон), та сомневается в том, что Эллен вернётся к нормальной жизни. Предупреждая, что это прозвучит жестоко, доктор Рисдон советует Дэвиду забыть про Эллен и начать новую жизнь без неё. Несмотря на слова врача, Дэвид решает исполнить просьбу Эллен и привезти ей в клинику её свадебное платье, которое тётя Клара отправила в её дом в Фейрвью. В прибрежном доме Эллен, когда он достаёт свадебное платье из шкафа, то обнаруживает ракушку, о которой рассказывала Эллен. Почувствовав, что ему удастся найти подтверждение и другим подробностям рассказа Эллен, он отправляется вдоль берега, где вскоре обнаруживает лодку «Муссон». После этого Дэвид снова приезжает в мэрию, ещё раз расспрашивая чиновника, который выписывал свидетельство о браке. Тот утверждает, что не помнит лица Эллен, однако отчётливо запомнил, что на руке у неё был шрам. Дэвид направляется в дом мирового судьи Палмера, однако выясняется, что никакого судьи с таким именем там никогда не было. После этого Дэвид приезжает в гостиницу, где находит горничную Лию. За обещание приличного вознаграждения Лия соглашается рассказать Дэвиду всю правду у себя дома вечером после работы. Дэвид звонит Грегори и сообщает ему, что останется на некоторое время в Фейрвью, так как обнаружил новые важные улики по делу. В назначенное время Дэвид приезжает к Лии на встречу, однако за несколько минут до него кто-то успевает проникнуть в квартиру горничной и задушить её металлическим прутом. Когда Дэвид заходит в квартиру, то видит, что Лия мертва, замечая на руке у неё шрам. Дэвид незаметно выходит на улицу, садится в машину и уезжает. По дороге неизвестный с металлическим прутом, который спрятался на заднем сидении машины Дэвида, пытается задушить его. Однако Дэвид вовремя замечает нападавшего, после чего между ними начинается драка, в результате чего машина врезается в стену здания и останавливается. Борьба между Дэвидом и незнакомцем продолжается, и в итоге Дэвид одерживает верх. Приведя противника в чувства, он видит, что это тот самый мужчина, который остановил его свадьбу с Эллен. Под жёстким давлением со стороны Дэвида тот сознаётся, что Эллен была умышленно подставлена, свидетельство о браке сфабриковано, а всё дело умышленно подстроено. Он признаётся, что убил Лию, после чего теряет сознание. Дэвид грузит его в машину и везёт в полицию. По дороге мужчина приходит в себя, пытается открыть дверь и сбежать, однако на полном ходу вылетает из салона, летит в глубокую канаву и разбивается насмерть. Дэвид и Грегори навещают Эллен в клинике, сообщая, что нашли доказательства того, что она не была замужем за Рендаллом и с неё сняты все обвинения в убийстве. Поначалу вялая и анемичная, после этих слов Эллен постепенно оживает, затем переходя к чрезмерному веселью, после чего неожиданно в страхе убегает в свою палату. Доктор Рисдон полагает, что такая реакция могла быть связана с тем, что Эллен что-то увидела из реальности.
В доме у Клары собираются Дэвид, Эрик и Грегори. Дэвид предлагает перевести Эллен в частную клинику, где она будет постепенно восстанавливаться. Эрик не возражает против этого, однако заявляет, что после её полного выздоровления будет назначен новый суд, который должен пересмотреть дело с учётом открывшихся улик, и в суде надо будет доказать, что она здорова. Когда Грегори поднимается в свою комнату, там его встречает сбежавшая из клиники Эллен с пистолетом в руке. Она заявляет ему, что запомнила характерные движения человека, который застрелил Рэндалла, и уже в больнице догадалась, что это был Грегори. Она также поняла, что он придумал весь этот сложный план с убийством, однако не поняла, зачем он это сделал. Грегори сознаётся в преступлении, после чего рассказывает, что когда-то отец Эллен, который был судьёй, несправедливо засадил его в психиатрическую больницу, где Грегори провёл четыре года. После выхода на свободу Грегори хотел отомстить отцу Эллен, однако тот умер. Тогда он разработал план мести Эллен за поступок её отца. Грегори сам убил Рендалла и нанял убийцу, который убил Лею и должен был убить Дэвида. После этого Грегори надвигается на Эллен, требуя, чтобы она застрелила его, и тогда её оставят в психиатрической больнице до конца жизни. Грегори преследует Эллен по дому, в итоге загоняя её на тёмный чердак, где Эллен прячется в дальнем углу. В этот момент на шум прибегает Дэвид, который находит Эллен. Пока он утешает её, Грегори подкрадывается сзади с кочергой и пытается ударить Дэвида по голове. Однако Дэвид перехватывает его руку, и между двумя мужчинами начинается драка. После очередного удара Дэвида Грегори отлетает к стене, где на него падает огромное зеркало, разбиваясь и мгновенно убивая его. Эллен и Дэвид, наконец, чувствуют себя освободившимися от преследовавшего их ужаса и счастливо обнимаются.

## В ролях
- Клодетт Кольбер — Эллен Р. Юинг
- Роберт Райан — Дэвид Маклин
- Джейн Коул — тётя Клара Юинг
- Пол Келли — окружной прокурор Эрик Лоуэлл
- Филип Обер — Грегори Кент
- Элизабет Рисдон — доктор Твайнинг
- Дори Дадли — Перл Коллинз
- Дейв Барбур — Люсиан Рэндалл
- Вивиан Вэнс — Лиа, горничная
- Хосе Феррер — Хозе

## Создатели фильма и исполнители главных ролей
Как отмечает историк кино Джереми Арнольд, режиссёр картины «Мел Феррер на протяжении своей карьеры был главным образом театральным и киноактёром, хотя иногда работал как режиссёр и продюсер». Как далее пишет Арнольд, «Тайная ярость» была второй режиссёрской работой Феррера. В том же году он сыграл роль второго плана в фильме нуар «Рождённая быть плохой» (1950), где главную мужскую роль сыграл Роберт Райан. Четыре года спустя Феррер женился на Одри Хепберн, которая стала четвёртой из его пяти жён. Вместе с ней он сыграл в «Войне и мире» (1956), а позднее поставил фильм «Зелёные поместья» (1959) с Хепберн в главной роли.
Как далее пишет Арнольд, Клодетт Кольбер родилась во Франции под именем Эмили Клодетт Шошуан (фр. Emilie Claudette Chauchoin), и в возрасте 3 лет её перевезли в Америку. Наибольший успех на долю актрисы пришёлся на десятилетие с 1934 по 1944 год, когда она завоевала «Оскар» за главную роль в фильме «Это случилось однажды ночью» (1934), была номинирована на «Оскар» за главные роли в фильмах «Частные миры» (1935) и «С тех пор, как вы ушли» (1944), а также сыграла в таких памятных картинах, как «Клеопатра» (1934) и «История в Палм-Бич» (1942). В середине 1950-х актриса годов практически исчезнет с большого экрана, и вплоть до ухода на пенсию в 1961 году сделает успешную карьеру на телевидении.
Роберт Райан был одним из ведущих актёров жанра фильм нуар, сыграв в таких значимых картинах, как «Перекрёстный огонь» (1947), «Берлинский экспресс» (1948), «Подстава» (1949), «Акт насилия» (1949) и «На опасной земле» (1951).
По информации Американского института киноискусства, в этом фильме сыграли свои первые роли в кино известный нью-йоркский театральный актёр Филип Обер (в действительности Обер дважды появлялся на киноэкране в 1930-е годы) и его тогдашняя жена Вивиан Вэнс. Как отмечает Хэл Эриксон, впоследствии Вэнс, которая когда-то работала с Феррером на театральной сцене Лос-Анджелеса, прославилась как звезда ситкомов «Я люблю Люси» (1951—1957) и «Шоу Люси» (1962—1968).

## История создания фильма
Рабочее название фильма — «Белое пятно» (англ.  Blind Spot).
По информации «Лос-Анджелес Таймс», изначальное название истории Джека Р. Леонарда и Джеймса О’Хэнлона было «Ветер слеп».
В июле 1949 года «Голливуд Репортер» сообщил, что, возможно, главную роль в картине сыграет Айда Лупино. Согласно информации «Лос-Анджелес Таймс» от сентября 1949 года, Клодетт Кольбер согласилась сыграть в фильме при условии, что режиссёром будет Мел Феррер.
Фортепианные соло Кольбер исполнил пианист Макс Рабинович (англ. Max Rabinowitsh).

## Оценка фильма критикой

### Общая оценка фильма
После выхода фильма на экраны обозреватель «Нью-Йорк Таймс» Босли Краузер дал ему негативную оценку, написав, что, «должно быть, дела в кинобизнесе совсем плохи, раз такой уважаемый актёрский состав, как в „Тайной ярости“, опускается до такой дешёвой и отвратительной болтовни, как эта мелодрама RKO. Клодетт Кольбер, Роберт Райан, Пол Келли, Филипп Обер, Джейн Коул и даже Хосе Феррер в эпизодической роли являются главными исполнителями, которые тратят больше физической энергии, чем ума на эту бессмысленную и невразумительную историю». По словам Краузера, «основанная на искусственных предпосылках», эта «картина не имеет никакого другого очевидного намерения, кроме как вызвать некоторые мелодраматические эмоции». В рецензии журнала Variety было отмечено, что «сценарий тяготеет к болтливости, но сюжетное развитие вызывает определённый интерес по мере того, как разворачивается безумный план». По мнению рецензента, «работа Феррера сложна и ей было бы хорошо придать больше динамики… Кроме того, в режиссуре мало напряжения и остроты, а персонажи не выглядят реалистичными».
Современный киновед Спенсер Селби обратил внимание на неожиданный сюжетный поворот в картине, когда «вместо свадьбы невесту признают виновной в убийстве и помещают в психиатрическую больницу», а Леонард Молтин охарактеризовал фильм как «увлекательный детектив с неожиданным поворотом в финале», где «неизвестный пытается довести Клодетт до безумия, чтобы предотвратить её свадьбу с Райаном». Отмечая невероятность происходящих событий, Хэл Эриксон рекомендует «смотреть фильм, отказавшись от своего неверия в происходящее с самого начала», а Майкл Кини отмечает, что в картине «в основном, всё скучно, однако, возможно, будет интересно посмотреть, как 45-летняя Кольбер изображает смущающуюся невесту».
Как полагает Арнольд, студия «RKO Pictures, вероятно, надеялась, что выдающийся актёрский талант Кольбер и Райана, наряду с хорошей игрой характерных актёров на втором плане поднимет „Тайную ярость“ до уровня чего-то особенного». И хотя история, по крайней мере, в начале, увлекательна, однако в итоге фильму не удаётся «удержаться на хорошем уровне». Как далее пишет киновед, «по мере того, как Кольбер становится психически всё более нестабильной — нарастает и невероятность сюжета». По мнению Арнольда, «хотя, может быть, для Кольбер решение сниматься в этом фильме было не лучшим в карьере», тем не менее, «она и Райан настолько чудесные, привлекательные актёры, что даже эта осечка заслуживает просмотра».

### Оценка работы режиссёра и творческой группы
По мнению Краузера, сценарист фильма Лайонел Хаузер «погружает фильм в царство безрассудной фантазии», начиная с предпосылки о том, что «леди, которая собирается выйти замуж, может вдруг засомневаться в отношении того, не выходила ли она замуж за кого-то другого несколько месяцев назад». Далее следует допущение, что «леди надо судить по обвинению в убийстве человека с криминальным прошлым, за которого она якобы вышла замуж, и который таинственным образом оказывается застреленным в комнате, где он находится наедине с ней». Затем мистер Хаузер «беспечно перепрыгивает к допущению, что леди должна сойти с ума, и что её быстро должны „закрыть“ в психиатрической больнице, где она томится в тупом идиотизме, в то время, как её слегка обалдевший жених ходит повсюду, пытаясь доказать, что её подставили».
Как далее пишет критик, «в намерении опереться на мелодраматические чувства сценарист Хаузер и режиссёр Феррер не достигают цели, главным образом, потому, что их история развивается очень медленно и очень невнятно. Длинная сцена в суде ближе к середине картины становится самым скучным отрезком, несмотря на некоторые тревожные вольности, допущенные в отношении судебных процедур. Лишь в последней части картины, когда выясняется личность реального организатора „подставы“, экшн приобретает по-настоящему взрывной характер — в невероятно напыщенном стиле».
Как полагает Краузер, «возлагать какую-либо вину на актёров за ту чепуху, которая творится на экране, было бы очевидной несправедливостью. Мисс Кольбер по крайней мере пытается придать какой-то осмысленный вид своей полностью абсурдной главной роли. Райан глуп в роли её жениха, Келли и Обер немногословны в качестве друзей, а мисс Коул легкомысленна в роли слегка недалёкой тёти». Описывая актёрскую игру, Кини отмечает, что «после фильма „Спи, моя любовь“ (1948) несчастная Клодетт Кольбер снова оказалась на грани сумасшествия», а Райан «в роли неудачливого жениха поддерживает свою женщину до самого конца».